# Lake Thetis
Lake Thetis är en saltsjö i Australien. Den ligger i delstaten Western Australia, omkring 180 kilometer nordväst om delstatshuvudstaden Perth.
Omgivningarna runt Lake Thetis är huvudsakligen savann. Trakten runt Lake Thetis är nära nog obefolkad, med mindre än två invånare per kvadratkilometer. Genomsnittlig årsnederbörd är 632 millimeter. Den regnigaste månaden är juli, med i genomsnitt 125 mm nederbörd, och den torraste är december, med 12 mm nederbörd.